# Ida ou Semlal
Ida ou Semlal, Idaw Semlal, Ida Ousemlal ou Idaw Smlal (en Tachelhit: Idaw Smlal et ⵉⴷⴰⵡ ⵙⵎⵍⴰⵍ) est une tribu appartenant à l'ethnie berbère chleuh de l'Anti-Atlas occidental, établie dans la région du Souss, plus précisément au sud de la vallée du Souss. Les Id-aw-Semlal font partie de la confédération (ameqqun) des Ida Oultite.
Id-aw-Semlal est la forme de pluriel de u-Semlal (“fils de Semlal” = homme originaire des Idaw-Semlal),.